# 3-й отдельный воздухоплавательный дивизион аэростатов артиллерийского наблюдения
3-й отдельный воздухоплавательный Свирский ордена Красной Звезды дивизион аэростатов артиллерийского наблюдения - воинская часть вооружённых СССР в Великой Отечественной войне.

## История
Сформирован в 1943 году. Состоял из трёх воздухоплавательных отрядов, каждый из которых придавался артиллерийским соединениям тяжёлой артиллерии. На вооружении дивизиона состоял аэростат типа АН-540 – аэростат наблюдения объёмом 540 кубических метров
В действующей армии с 01.08.1943 по 22.08.1944 года и с 18.09.1944 по 11.05.1945
01.08.1943 года поступил в действующую армию, по-видимому на Волховский фронт, корректировал артиллерийский огонь во время обороны 1943 года, и затем, в ходе Новгородско-Лужской операции, а затем в ходе наступательных боёв весны 1944 года  на псковско-островском направлении.
В июне 1944 года переброшен на станцию Свирь-3 на рубеж реки Свирь, где с 21.06.1944 по 16.07.1944 года принял участие в Свирско-Петрозаводской операции. Всего в ходе операции аэростаты с наблюдателями провели в воздухе 88 часов, с их помощью артиллерия уничтожила пять миномётных и три артиллерийских батареи врага, до двух батальонов пехоты, разбила одну переправу.
В августе 1944 года переброшен на 4-й Украинский фронт, в котором вёл боевые действия до конца войны.
На 15.02.1945 года дислоцировался в городе Новы-Тарг, через несколько дней передислоцировался в город Бельско-Бяла.
Корректировал артиллерийский огонь при наступлении на Моравскую Остраву.

## Подчинение
| Дата            | Фронт                   | Армия      | Дивизия | Бригада | Полк | Примечания                                            |
| --------------- | ----------------------- | ---------- | ------- | ------- | ---- | ----------------------------------------------------- |
| 01.09.1943 года | -                       | -          | -       | -       | -    | нет данных                                            |
| 01.10.1943 года | -                       | -          | -       | -       | -    | нет данных                                            |
| 01.11.1943 года | -                       | -          | -       | -       | -    | нет данных                                            |
| 01.12.1943 года | -                       | -          | -       | -       | -    | нет данных                                            |
| 01.01.1944 года | Волховский фронт        | 59-я армия | -       | -       | -    | -                                                     |
| 01.02.1944 года | Волховский фронт        | 59-я армия | -       | -       | -    | -                                                     |
| 01.03.1944 года | -                       | -          | -       | -       | -    | нет данных (вероятно оставался на том же направлении) |
| 01.04.1944 года | Ленинградский фронт     | 54-я армия | -       | -       | -    | -                                                     |
| 01.05.1944 года | 3-й Прибалтийский фронт | 54-я армия | -       | -       | -    | -                                                     |
| 01.06.1944 года | 3-й Прибалтийский фронт | 54-я армия | -       | -       | -    | -                                                     |
| 01.07.1944 года | Карельский фронт        | 7-я армия  | -       | -       | -    | -                                                     |
| 01.08.1944 года | Карельский фронт        | 7-я армия  | -       | -       | -    | -                                                     |
| 01.09.1944 года | Карельский фронт        | -          | -       | -       | -    | -                                                     |
| 01.10.1944 года | 4-й Украинский фронт    | -          | -       | -       | -    | -                                                     |
| 01.11.1944 года | 4-й Украинский фронт    | -          | -       | -       | -    | -                                                     |
| 01.12.1944 года | 4-й Украинский фронт    | -          | -       | -       | -    | -                                                     |
| 01.01.1945 года | 4-й Украинский фронт    | -          | -       | -       | -    | предположительно                                      |
| 01.02.1945 года | 4-й Украинский фронт    | -          | -       | -       | -    | предположительно                                      |
| 01.03.1945 года | 4-й Украинский фронт    | -          | -       | -       | -    | -                                                     |
| 01.04.1945 года | 4-й Украинский фронт    | -          | -       | -       | -    | -                                                     |
| 01.05.1945 года | 4-й Украинский фронт    | -          | -       | -       | -    | -                                                     |

## Командиры
- Джилкишев Саид Демеубаевич.подполковник

## Награды и наименования
| Награда (наименование) | Дата       | За что получена                              |
| ---------------------- | ---------- | -------------------------------------------- |
| Орден Красной Звезды   | 02.07.1944 | За участие в Свирско-Петрозаводской операции |
| Свирский               | 02.07.1944 | За участие в Свирско-Петрозаводской операции |